# Kiviloo
Kiviloo – wieś w Estonii, w prowincji Harju, w gminie Raasiku.